# Протаси (Польща)
Протаси (пол. Protasy) — село в Польщі, у гміні Заблудів Білостоцького повіту Підляського воєводства.
Населення — 204 особи (2011).
У 1975-1998 роках село належало до Білостоцького воєводства.

## Демографія
Демографічна структура станом на 31 березня 2011 року:
|          | Загалом | Допрацездатний вік | Працездатний вік | Постпрацездатний вік |
| -------- | ------- | ------------------ | ---------------- | -------------------- |
| Чоловіки | 107     | 24                 | 74               | 9                    |
| Жінки    | 97      | 22                 | 60               | 15                   |
| Разом    | 204     | 46                 | 134              | 24                   |